# Pedro Mendes (calciatore 1993)
Pedro Rafael Amado Mendes (Barreiro, 6 dicembre 1993) è un calciatore portoghese, centrocampista del Comércio e Indústria.

## Carriera
Ha giocato nella massima serie dei campionati portoghese, angolano, rumeno e lettone.